# Премія Ветлесена
Премія Ветлесена (англ. Vetlesen Prize) — щорічна наукова премія обсерваторії Ламонт-Доерті Колумбійського університету, за підтримки Фонду Ґеорґа Унґера Ветлесена, що вручається за видатні досягнення у галузі геології. Премія є аналогом Нобелівської премії у галузі геофізики чи геології.

## Історія
У 1955 році незадовго до своєї смерті, Ґеорґ Унґер Ветлесен створив фонд, який зараз носить його ім'я. Премія була заснована у 1959 році.
Присуджується премія у середньому раз на два роки, якщо журі вибере принаймні одного гідного кандидата в цей період. Премія вручається за наукові досягнення, в результаті яких, з'являється більш чітке уявлення про Землю, її історії або поведінки її у всесвіті.
Крім вручення премії Ветлесена, фонд надає підтримку в підвищенні кваліфікації вчених працюють в галузі наук про Землю.

## Список лауреатів
- 2023 — Девід Лі Кольстедт[en], США
- 2020 — Анні Казнав, США
- 2017 — Марк Кейн, США
- 2017 — Джордж Філандер, США
- 2015 — Роберт Стівен Джон Спаркс[en], Сполучене Королівство
- 2013 — Сузан Соломон, США[4]
- 2013 — Жан Жузель, Франція[5]
- 2008 — Волтер Альварес, США[6]
- 2004 — Сер Ніколас Шеклтон[en], Сполучене Королівство
- 2004 — Вільям Річард Пельтьє[en], Канада
- 2000 — Вільям Джейсон Морґан[en], США
- 2000 — Волтер Кларксон Пітмен III[en], США
- 2000 — Лінн Рей Сайкс, США
- 1996 — Роберт Е. Дікінсон[en], США
- 1996 — Джон Імбрі[en], США
- 1993 — Волтер Манк, США
- 1987 — Воллес Сміт Броекер[en], США
- 1987 — Гармон Крейґ[en], США
- 1981 — Меріон Кінг Габберт, США
- 1978 — Джон Тузо Вільсон, Канада
- 1974 — Хаїм Лейб Пекеріс[en], Ізраїль
- 1973 — Вільям Альфред Фаулер, США
- 1970 — Аллан Верн Кокс[en], США
- 1970 — Річард Доелл[en], США
- 1970 — Кейт Рункорн[en], Сполучене Королівство
- 1968 — Франсіс Берч[en], США
- 1968 — Сер Едвард Баллард[en], Сполучене Королівство
- 1966 — Ян Гендрик Оорт, Нідерланди
- 1964 — Пентті Ескола, Фінляндія
- 1964 — Артур Голмс, Сполучене Королівство
- 1962 — Сер Гарольд Джеффріс, Сполучене Королівство
- 1962 — Фелікс Андріс Венінґ-Мейнес[en], Нідерланди
- 1960 — Моріс Юінґ[en], США